# C3003P
C3003P（シー サンゼロゼロサン ピー）は、松下通信工業（現・パナソニック モバイルコミュニケーションズ）が開発・製造し、auブランドを展開するKDDI、および沖縄セルラー電話から発売されていた第二世代携帯電話(cdmaOne)である。

## 概要
出典: (1)
auのGPS搭載端末では初となる電子コンパス内蔵モデルである。
従来のGPS搭載端末ではユーザーが向いている方向が地図表示に反映されなかったが、電子コンパスによって常に進行方向が画面上部になるように地図画像が自動回転する「ヘッディングアップ表示」機能を搭載しており、直感的な歩行者ナビゲーションを利用することが可能となっている。 
また、一部アプリケーションにおいてauでは初となるBREWが採用されており、標準搭載のメッセージングソフト「キャラこみゅ」がBREWで記述されている。ただし、本機種以降に発売されたBREW対応端末とは異なり、EZwebからBREWアプリをダウンロード・実行することは不可である。 
なお、本機種を最後に一旦au向けから撤退。au向けへの供給は2007年2月発売のW51Pまで途切れることとなる。また、最後に発売されたcdmaOne端末となった。

## 沿革
- 2002年2月25日  - KDDIより発表。
- 2002年3月31日 - 発売開始。
- 2012年7月22日 - cdmaOneサービス終了により使用はこの日限りとなる。